# Emmanuelle Mottaz
Pour les articles homonymes, voir Mottaz.
Emmanuelle Mottaz, également connue sous le nom de scène Emmanuelle, née le 19 juillet 1963 à Paris 14e et morte le 16 mars 2023 dans la même ville, est une chanteuse et scénariste française.
Elle est principalement connue pour sa carrière de chanteuse entre 1986 et 1994. Ses plus grands succès sont Premier Baiser, sorti en 1986 (classé 2e au Top 50) et Rien que toi pour m'endormir (classé 3e en 1987).
Elle est, par ailleurs, réalisatrice, productrice et photographe.

## Biographie

### Débuts dans la musique (1985)
Emmanuelle est l'une des premières chanteuses lancées par Jean-Luc Azoulay après Dorothée et avant Hélène Rollès.
Elle commence sa carrière en 1985 en sortant le titre Je t'appelle de Macao, qui ne connaît pas le succès.
La même année, elle est la « voix » de l'ordinateur dans la chanson Allô allô Monsieur l'ordinateur de Dorothée.

### Tubes et succès (1986 - 1989)
En 1986, la carrière d'Emmanuelle explose avec le titre Premier Baiser. La proximité musicale de cette chanson avec Tous les garçons et les filles de Françoise Hardy (1962) a souvent été notée, amenant cette dernière à envisager publiquement de porter plainte pour plagiat, mais y renonçant finalement[réf. nécessaire]. Premier Baiser atteint la deuxième place du Top 50 et s'écoule à 600 000 exemplaires. Un premier album, portant le même nom que la chanson, sort dans la lignée du 45 tours, comprenant une reprise du titre Rossignol de mes amours de Luis Mariano ainsi qu'une chanson abordant l'homosexualité féminine (Pas un garçon).
En 1987, Emmanuelle sort la chanson Rien que toi pour m'endormir. Le comédien Fabrice Josso apparait dans le clip aux côtés de la chanteuse, comme dans celui de Premier Baiser. Rien que toi pour m'endormir annonce un deuxième album intitulé tout simplement Emmanuelle. C'est à nouveau un succès, Emmanuelle atteignant la troisième place des ventes de singles en France et en écoulant 300 000 exemplaires. Deux autres 45 tours sont extraits, Et si un jour et Ce n'est qu'un voyou, mais ceux-ci ne remportent pas de succès malgré une intensive promotion.
Avec la création du Club Dorothée, Emmanuelle (comme plus tard les « stars AB ») bénéficie néanmoins d'un réel outil promotionnel et multiplie les apparitions dans les directs du mercredi après-midi, mais aussi au Jacky Show et dans la série humoristique Pas de pitié pour les croissants dont elle est fréquemment invitée. Elle est également l'un des personnages principaux du Dorothée Show diffusé en première partie de soirée sur TF1 lors du réveillon de Noël 1987.
En 1989, le slow Toi et moi (figurant sur son deuxième album) est parodié par Jacky.

### Le virage artistique (1989 - 2000)
À la fin des années 1990, Emmanuelle se détache de l'image acidulée de AB Productions pour définir sa véritable personnalité artistique. Pour elle, Jean-Luc Azoulay crée le label Stiger Records et, sous le pseudonyme de Fitzgerald Artman, lui écrit des chansons plus ambiguës et adultes, dont les musiques sont composées par Gérard Salesses sous le pseudonyme de Mel Dickopson.
En mai 1989, elle est de retour avec le titre Tu seras à mes pieds, au succès plutôt timide (43e au Top 50). Elle réalise elle-même le clip de cette chanson en se mettant en scène de façon sulfureuse.
Son troisième album, Tu seras à mes pieds (Poor rotten baby), paraît, soutenu par le single Parce que c'est toi, qui n'entre pas au Top 50 malgré une bonne promotion et un clip réalisé par Emmanuelle elle-même.
À la même période, elle est également créditée en tant que productrice du 45 tours Amour symphonique d'Arielle Dombasle, édité chez Stiger Records.
En mai 1990, elle accompagne son amie Dorothée en Chine et se produit en première partie de ses concerts. Il s'agit de la seule et unique expérience scénique d'Emmanuelle.
En 1990, un titre inédit sort dans le commerce, Poupée de bois, suivi de Fantaisie l'année suivante. Ces deux chansons sont reprises en 1992 sur l'album Aquarelle et jeunes filles qui, comme son prédécesseur, affirme une nette volonté d'évolution musicale. Plus littéraire, sulfureux, sombre et érotique, cet album ne rencontrera pas le succès malgré l'importante promotion du single Love and Kiss (qu'elle interprètera dans la comédie musicale Le cadeau de la rentrée en 1992). La carrière d'Emmanuelle accuse alors un sérieux coup de frein après ce virage artistique.
De 1992 à 2005, Emmanuelle est scénariste pour des sitcoms d'AB Productions, sous son nom complet Emmanuelle Mottaz, écrivant pour Hélène et les Garçons, Premiers Baisers, Le Miel et les abeilles, Les Filles d'à côté (créditée en tant que « E. Mottaz »), Le Miracle de l'amour et Les Vacances de l'amour. Par ailleurs, la musique de la chanson de son premier tube Premier Baiser est utilisée comme générique de la série Premiers Baisers diffusée sur TF1 entre 1991 et 1995 et le générique de la série est réédité en single en 1994.
Une compilation paraît en 1994, sans réelle promotion. Emmanuelle renonce alors à sa carrière de chanteuse, même si des rumeurs laissent penser à l'existence d'un cinquième album intitulé Matador (en référence au film espagnol de Pedro Almodóvar datant de 1986). Le projet ne verra jamais le jour. Une version anglaise de son troisième album a également été enregistrée mais sa sortie fut annulée.

### Années 2000-2020: reconversion
Emmanuelle Mottaz abandonne sa carrière de chanteuse et de scénariste et se reconvertit dans le cinéma, la production et la photographie. À partir du début des années 2000, elle écrit et réalise des courts et moyens métrages, s'occupe d'une troupe de jeunes et organise des séances photos avec un projet intitulé Thriller Adolescents.
En 2012, elle refuse de participer à la tournée Stars 80 (RFM Party 80), préférant se consacrer à sa nouvelle carrière de réalisatrice en tournant plusieurs courts-métrages.
Le 3 mars 2014, Emmanuelle Mottaz présente son exposition Angels Bali, avenue Kleber à Paris, où elle fait découvrir au public son travail de photographe.

### Vie privée et mort
Emmanuelle Mottaz partageait sa vie entre Paris et Ibiza.
Elle meurt le 16 mars 2023, à l'âge de 59 ans. Ses funérailles ont lieu le 23 mars au crématorium du cimetière du Père-Lachaise, où ses cendres sont par la suite dispersées, au jardin du souvenir. Quelques-uns de ses proches amis, Jean-Luc Azoulay, Jacky Jacubowicz, Laure Guibert ou encore Jean-Paul Césari, y sont présents pour un dernier adieu.

### Hommage
Le 12 mai 2023, son premier album Premier Baiser est réédité pour la première fois en CD, et en pressage limité. Il contient également en bonus tous les singles de la chanteuse ; soit 22 titres au total.

## Discographie

### Albums
- 1986 : Premier baiser
- 1987 : Emmanuelle
- 1989 : Tu seras à mes pieds (Poor rotten baby)
- 1992 : Aquarelle et jeunes filles
- 1994 : La compilation
- 2023 : Premier baiser (réédition en CD avec tous ses singles en bonus)

### Singles
- 1985 : Je t'appelle de Macao
- 1986 : Premier Baiser (#2 France)
- 1987 : Rien que toi pour m'endormir (#3 France)
- 1987 : Ce n'est qu'un voyou
- 1988 : Et si un jour
- 1989 : Tu seras à mes pieds (#43 France)
- 1989 : Parce que c'est toi
- 1990 : Poupée de bois
- 1991 : Fantaisie
- 1992 : Love and Kiss
- 1992 : Aquarelle et jeunes filles
- 1993 : Sur une plage en été
- 1994 : Premier baiser (réédition - générique de la sitcom Premiers Baisers).

## Clipographie
- Tu seras à mes pieds
- Je t'appelle de Macao
- Premier baiser
- Parce que c'est toi
- Poupée de bois
- Fantaisie
- Aquarelle et jeunes filles
- Ce n'est qu'un voyou (deux versions différentes dont une est extraite d'un épisode de la série Pas de pitié pour les croissants)